# 嶺南大学校

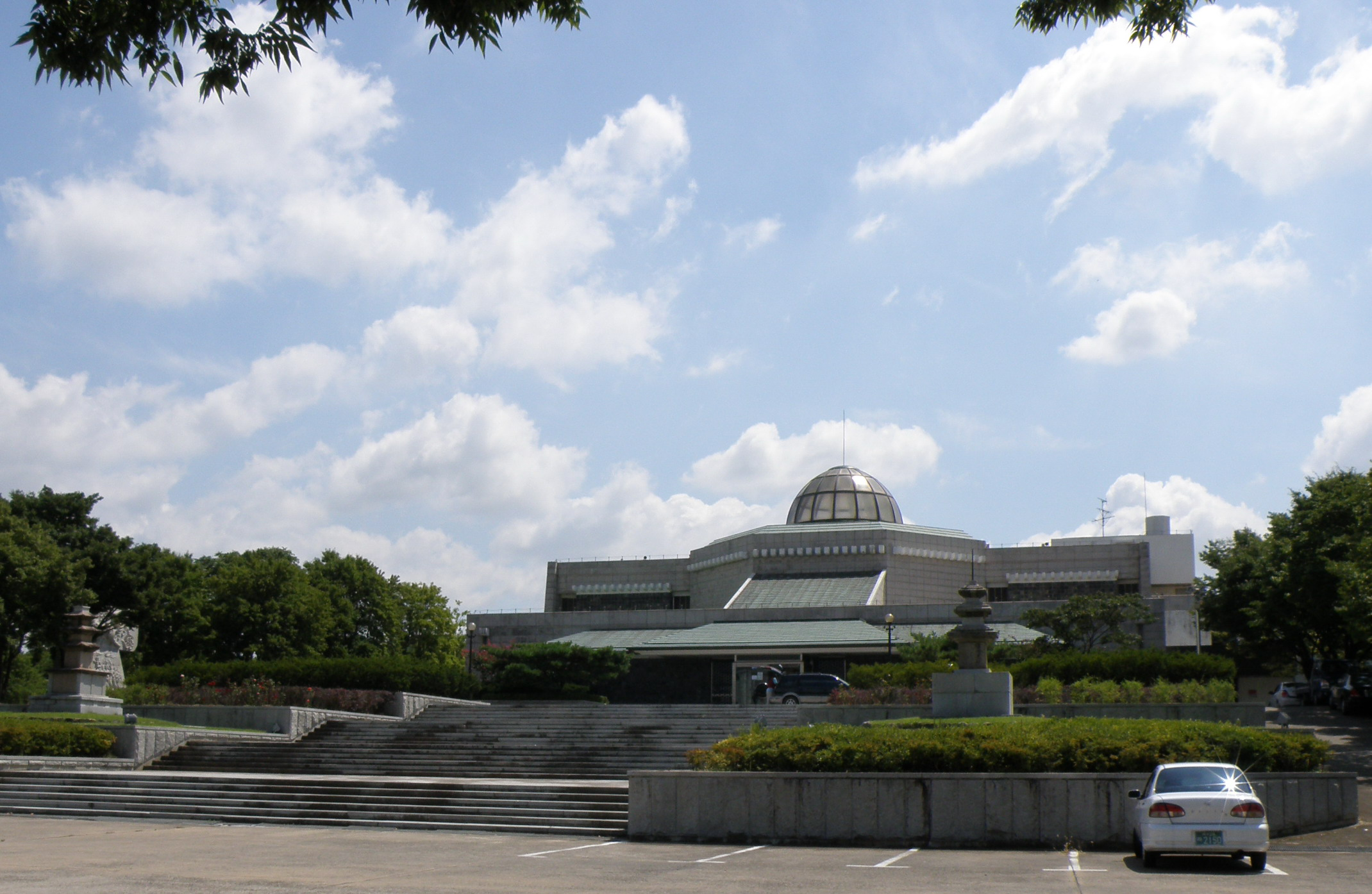
嶺南大学校博物館

嶺南大学校（ヨンナムだいがっこう、朝鮮語: 영남대학교、英語: Yeungnam University）は、大韓民国の慶尚北道慶山市に本部を置く私立大学。略称は嶺大、YU。
校名は慶尚道の別名である「嶺南」から取った。

## 沿革
嶺南大学校は1967年12月、大邱大学（現在ある大邱大学校とは無関係）と青丘大学が統合され開校した。
大邱大学
- 1947年3月：崔浚が慶北総合大学（仮称・大邱文理科大学）を開校する。
- 1947年9月：財団法人大邱大学設立が認可される。
- 1950年4月：初級大学を付設する。
- 1952年4月：付設初級大学を廃止する。
- 1959年3月：併設大邱女子学塾の設立が認可される。
- 1961年1月：大邱大学と併設大邱女子学塾を統合し、女子部に改編する。
- 1962年2月：女子部を併設女子初級大学に変更する。
- 1964年1月：財団法人を学校法人に変更する。
- 1964年：崔浚がサムスングループの李秉喆会長に学校経営権を渡する。
- 1967年：サッカリン密輸事件の発覚の煽りでサムスングループが運営から手を引き、大邱大学の経営権を朴正煕大統領に渡する。

青丘大学
- 1948年9月：崔海清が大邱文理科専門学院夜間部を開校する。
- 1950年4月：財団法人青丘大学を設立し、大邱文理科専門学院夜間部を青丘大学に改組する。
- 1963年：併設工業専門学校を設立する。（現在の慶一大学校）
- 1967年：学内外の事情で経営権を朴正熙大統領に渡する。

嶺南大学校
- 1967年12月：朴正熙大統領が大邱大学と青丘大学を統合し、嶺南大学校を開校する。
- 1972年7月：大学本部をはじめとする全体機構を大邱広域市から慶尚北道慶山市に移転する。
- 1973年：併設工業専門学校を売却する。

## キャンパス
大学のメインキャンパスである慶山キャンパスは、韓国で2番目に広いキャンパスである（1番目はソウル大学校冠岳キャンパス）。また、キャンパスのほとんどが平地で構成されている。
大邱キャンパスは旧・大邱大学（現在ある大邱大学校とは無関係）キャンパスである。大邱広域市南区大明洞に位置しており、大明キャンパスとも呼ばれる。嶺南大学校医療院、医科大学と経営行政大学院、環境保健大学院が所属して、近くには同財団傘下の専門大学である嶺南理工大学校も位置している。

## 学部
慶山キャンパス
- 人文大学
- 自然科学大学
- 工科大学
- 機械IT大学
- ソフトウェア融合大学
- 社会科学大学
- 経営大学
- 薬学大学
- 生命応用科学大学
- 生活科学大学
- 師範大学
- 芸術大学
- グローバル人材大学
- 天馬学部大学
- 融合専攻

大邱キャンパス
- 医科大学

## 大学院
- 一般大学院
- 専門大学院
  - 法学専門大学院
- 特殊大学院
  - 経営行政大学院
  - 文化芸術デザイン大学院
  - 環境保健大学院
  - スポーツ科学大学院
  - 教育大学院
  - 工学大学院
  - 朴正熙セマウル大学院

## 付属病院
- 嶺南大学校病院（大邱広域市南区）
- 嶺南大学校永川病院（慶尚北道永川市）

## 日本の交流協定校
- 中央大学
- 群馬大学
- 広島経済大学
- 北海道大学
- 神田外語大学
- 関西外国語大学
- 関西大学
- 高知工科大学
- 明治大学
- 宮崎国際大学
- 追手門学院大学
- 立命館大学
- 島根大学
- 天理大学
- 豊橋技術科学大学
- 福井大学
- 同志社大学
- 広島大学
- 北見工業大学
- 長崎大学
- 東北大学
- 宮崎大学
- 横浜国立大学
- 芝浦工業大学
- 京都工芸繊維大学
- 静岡大学
- 奈良教育大学
- 大分大学
- 信州大学

## 有名人
嶺南大学校出身有名人
- イ・ハンチョル / 歌手, 作曲家 / 1972. 12. 1. / デビュー 1995年 1集アルバム [DEBUT 1995]
- ソジン/パク・ソジン/歌手、映画俳優/所属グループガールズデー/デビュー2010年ガールズデーEPアルバム[Girls Day Party #1]
- イ・ヒジュン/映画俳優、タレント/ 1979. 6. 29.
- チョン・ミエ/シンガー
- イ・チャンウォン/歌手/1996. 11. 1.
- ファンボルム星 / タレント / 1999. 12. 21.